# Stadtmitte (Bergisch Gladbach)

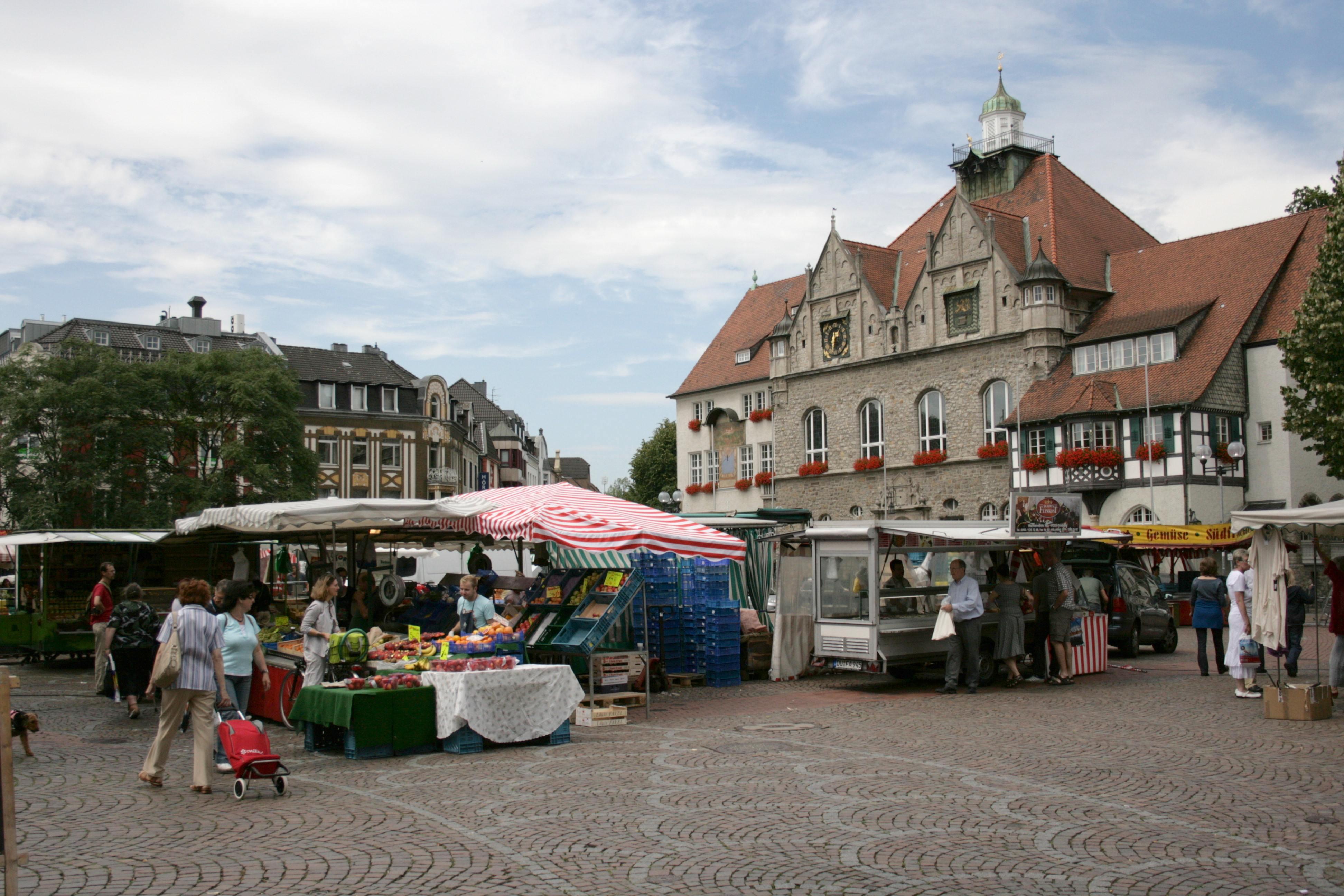
Konrad-Adenauer-Platz mit Wochenmarkt

Stadtmitte, ursprünglich Gladbach, ist der zentrale Stadtteil Nr. 21 von Bergisch Gladbach und gehört zum Statistik-Bezirk 2 der Stadt.

## Geschichte
Mit der Zusammenlegung der beiden Städte Bergisch Gladbach und Bensberg zu einer neuen Stadt Bergisch Gladbach im Jahr 1975 musste man auch neue Strukturen organisieren. Man entschied sich, Wohnplätze einzuführen, die teilweise nicht mehr mit den früheren und von den Einwohnern „gefühlten“ Stadtteilen übereinstimmten. Für das Zentrum der alten Stadt Bergisch Gladbach wählte man zunächst die Bezeichnung Gladbach als Wohnplatz. Das führte vereinzelt zu Missverständnissen, was genau damit gemeint war. Daher beschloss der Rat der Stadt Bergisch Gladbach am 12. Januar 1999, dass die Bezeichnung Bergisch Gladbach nur für das gesamte Stadtgebiet gelten solle. Für den bisherigen Wohnplatz Gladbach entschied der Rat, die Bezeichnung Stadtmitte einzuführen. Sie besteht aber keineswegs als so genanntes „Zentrum“ nur um den Konrad-Adenauer-Platz herum. Sie ist viel größer und hat teilweise noch Gebiete von anderen Stadtteilen hinzuerworben. Beispielsweise ging der frühere Stadtteil Gronau vorher bis zum „Driescher Kreuz“. Mit der Neugliederung endete Gronau am Bahndamm. Was dazwischen lag, wurde der Stadtmitte zugeschlagen – sogar das Gronauer Wirtshaus.

## Mühlen an der Strunde
Von den zahlreichen Mühlen an der Strunde, die deren Wasserkraft nutzten, lagen in der Stadtmitte insgesamt acht Mühlen, und zwar die Vollmühle, die Hammermühle, die Gladbacher Mühle, die Buchmühle, die Schnabelsmühle, die Gohrsmühle, die Cederwaldmühle und die Gronauer Mühle.

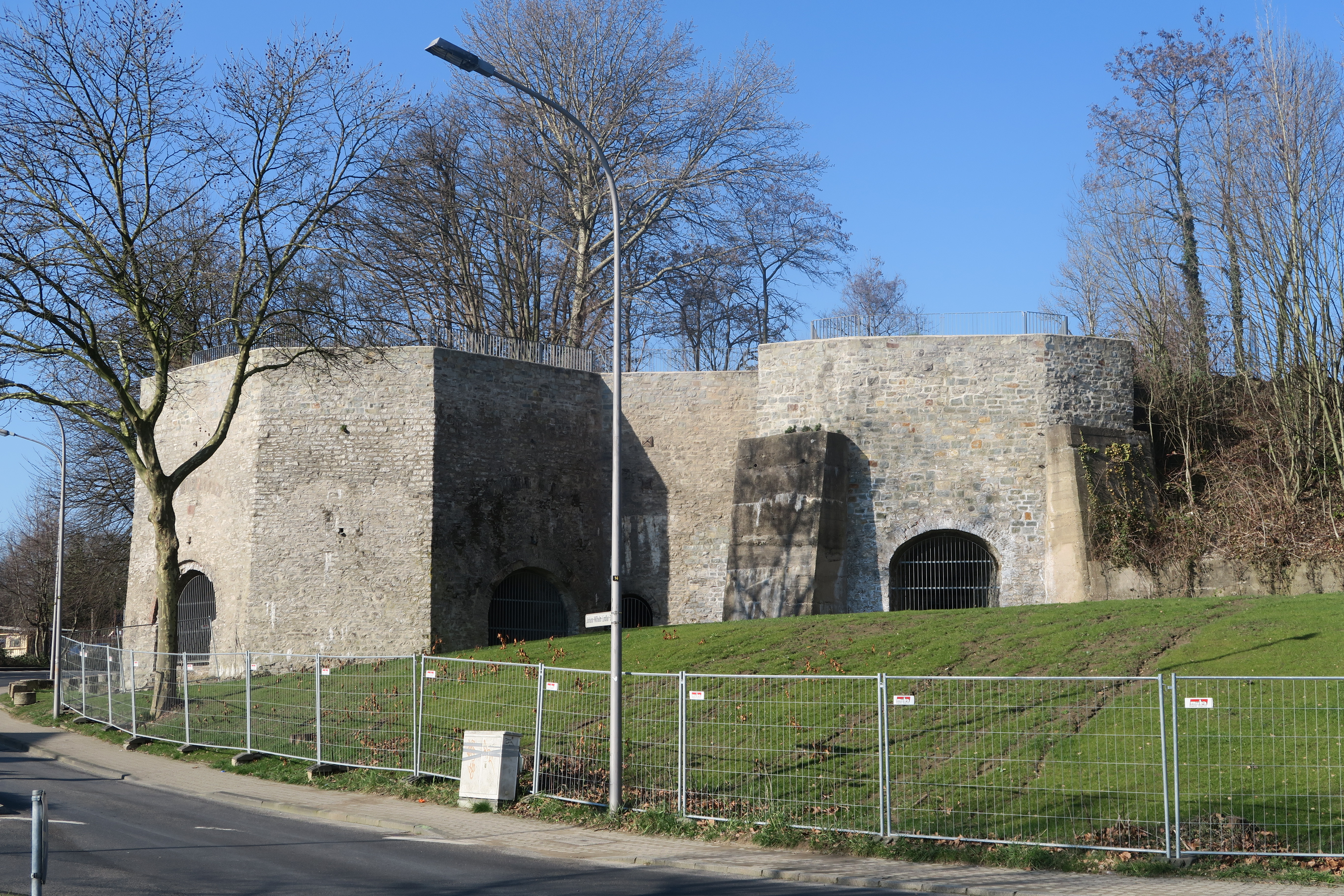
Alte Kalkofenanlage Stadtmitte

## Bergbau und Kalkbrennerei
Im gesamten Strundetal wurde über Jahrhunderte Bergbau betrieben. An vielen Stellen sieht man auch ehemalige Steinbrüche, in denen der Kalkstein für die Kalkbrennereien gebrochen wurde. Am S-Bahnhof gibt es noch Reste von einem Kalkofen, der vor wenigen Jahren unter Denkmalschutz gestellt wurde.

## Bevölkerung
Nach der EDV-Einwohnerdatei lebten in der Stadtmitte am 30. Juni 2017 insgesamt 11.284 Einwohner (davon 1.943 Ausländer). Damit war sie mit Abstand der bevölkerungsreichste Wohnplatz von Bergisch Gladbach. Die Altersstruktur ist unausgewogen. Die Altersgruppe über 65 Jahre war mit 2.646 Einwohnern (davon 221 Ausländer) deutlich stärker als die Altersgruppe unter 18 Jahre mit nur 1.794 (davon 265 Ausländer).

## Bedeutende Bauwerke

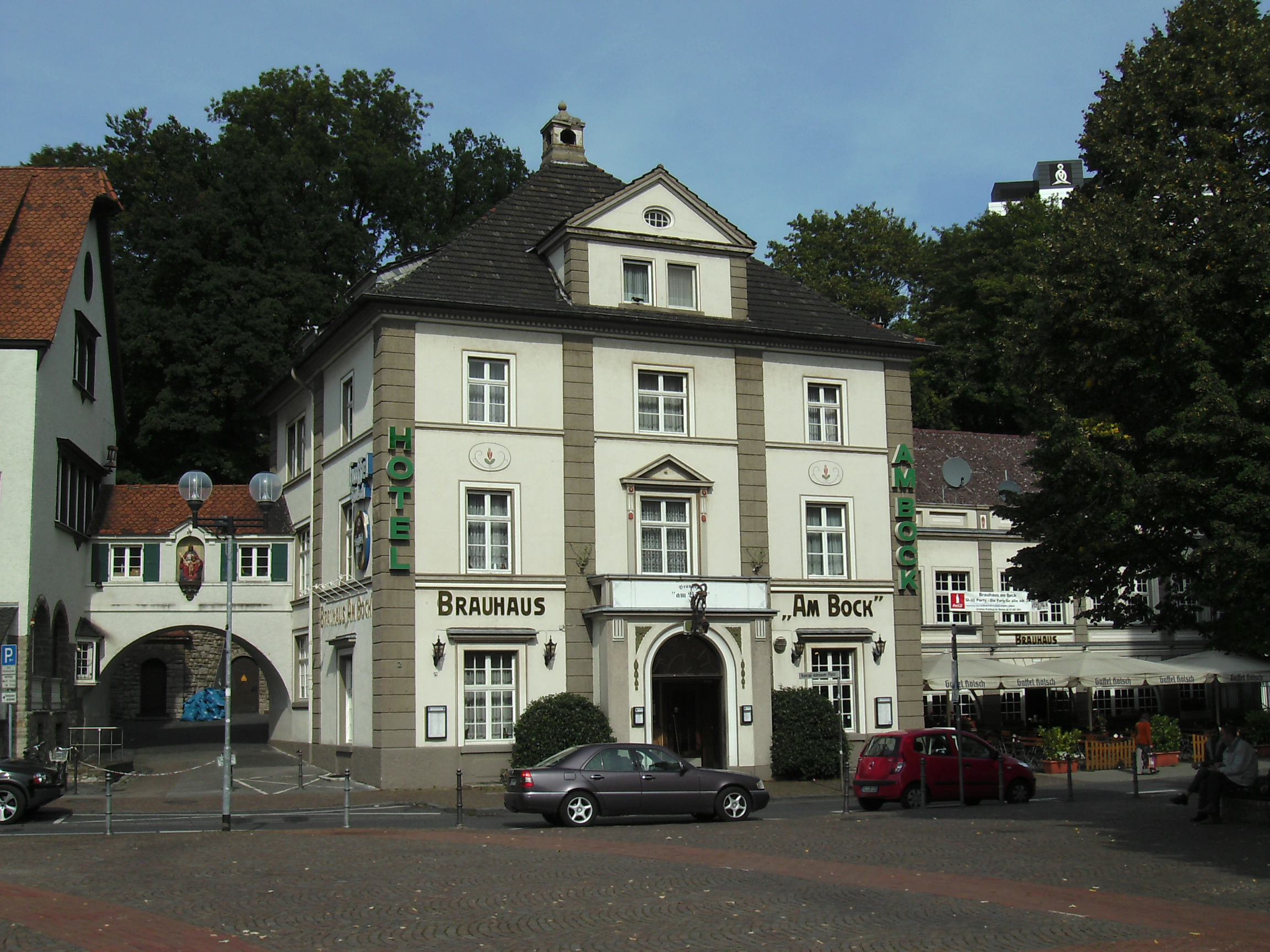
Brauhaus Am Bock
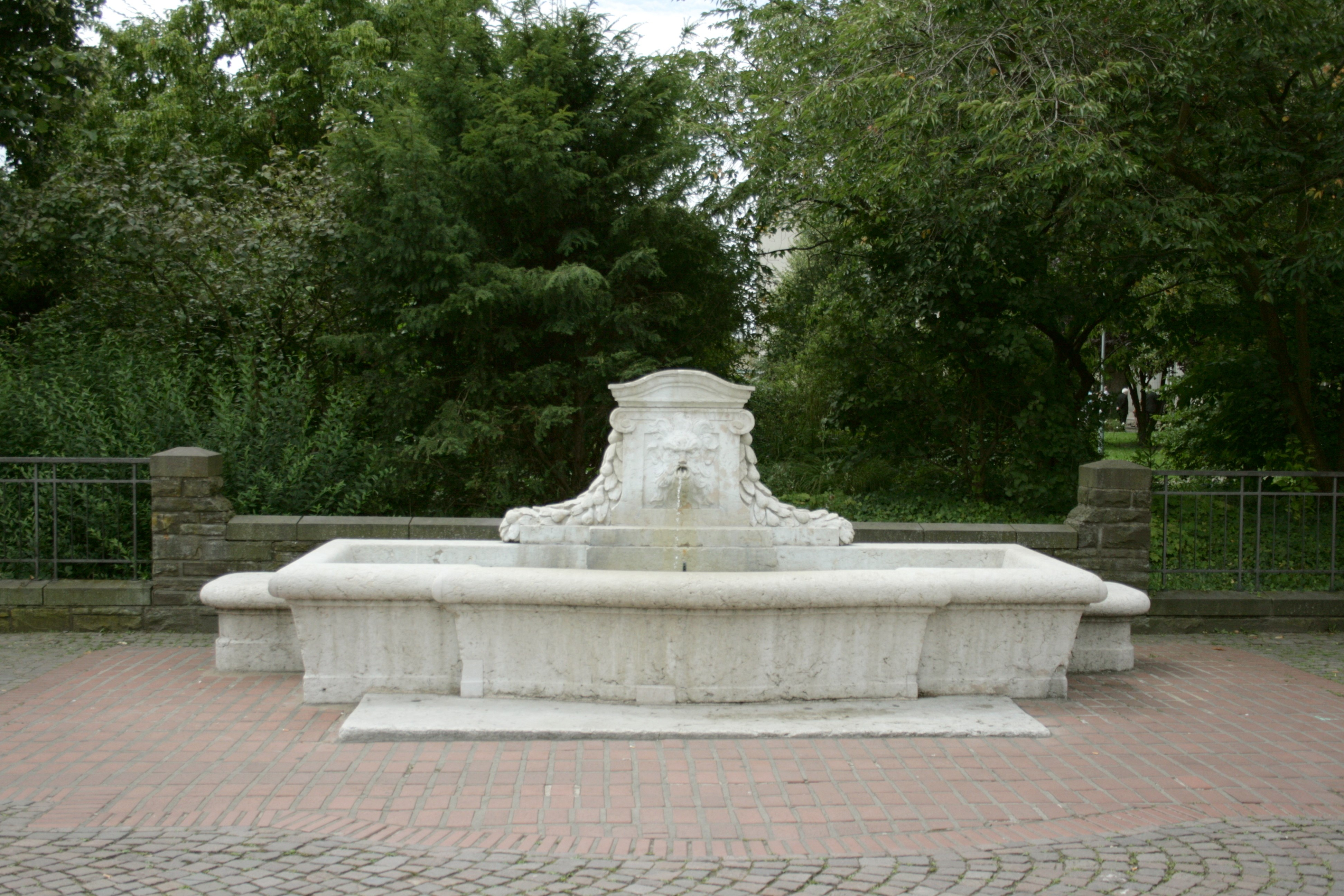
Marktbrunnen
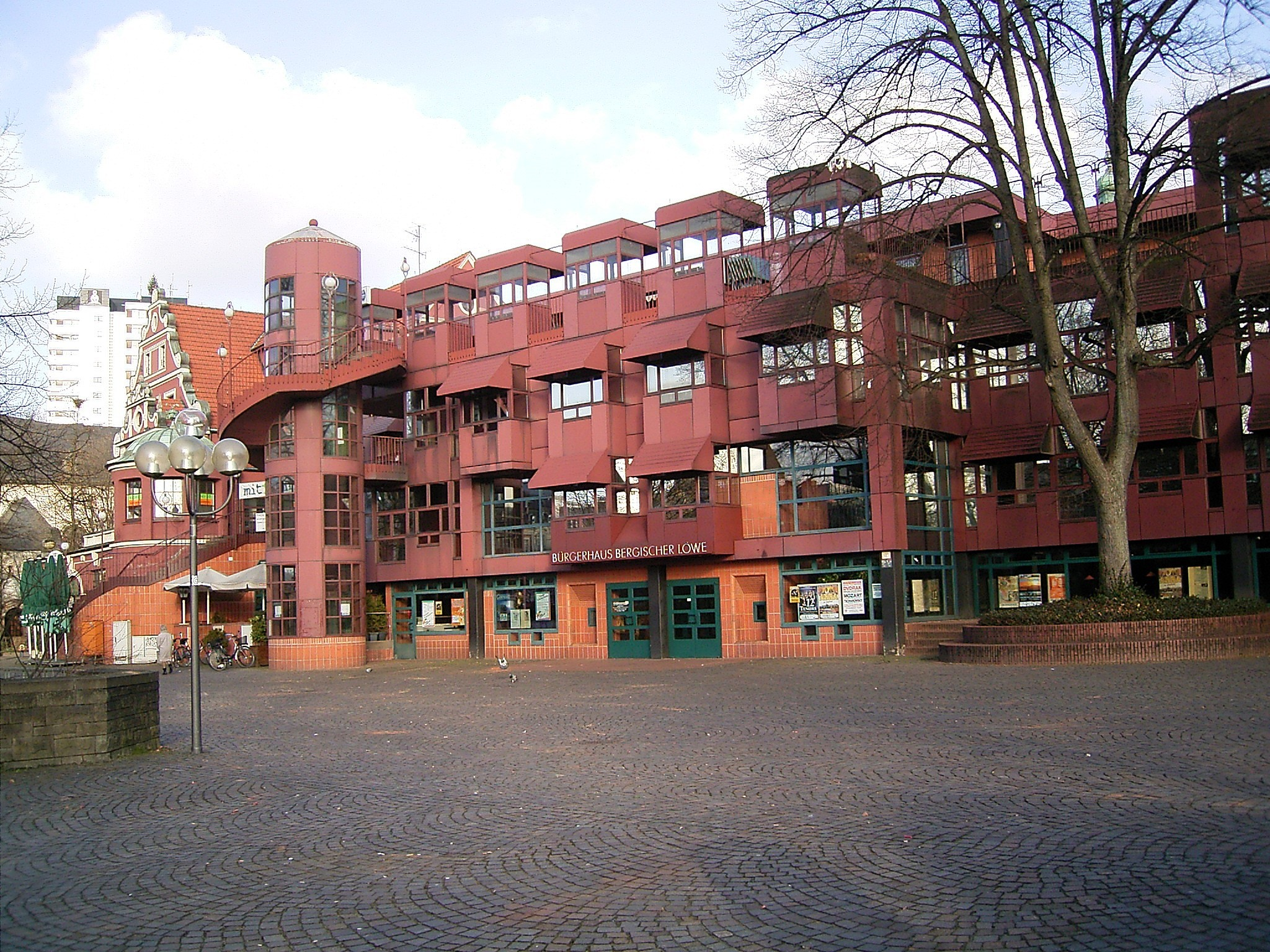
Bürgerhaus Bergischer Löwe